# Brčkói Körzet
| Bosnyákok | Horvátok | Szerbek |

A Brčkói Körzet szomszédjai

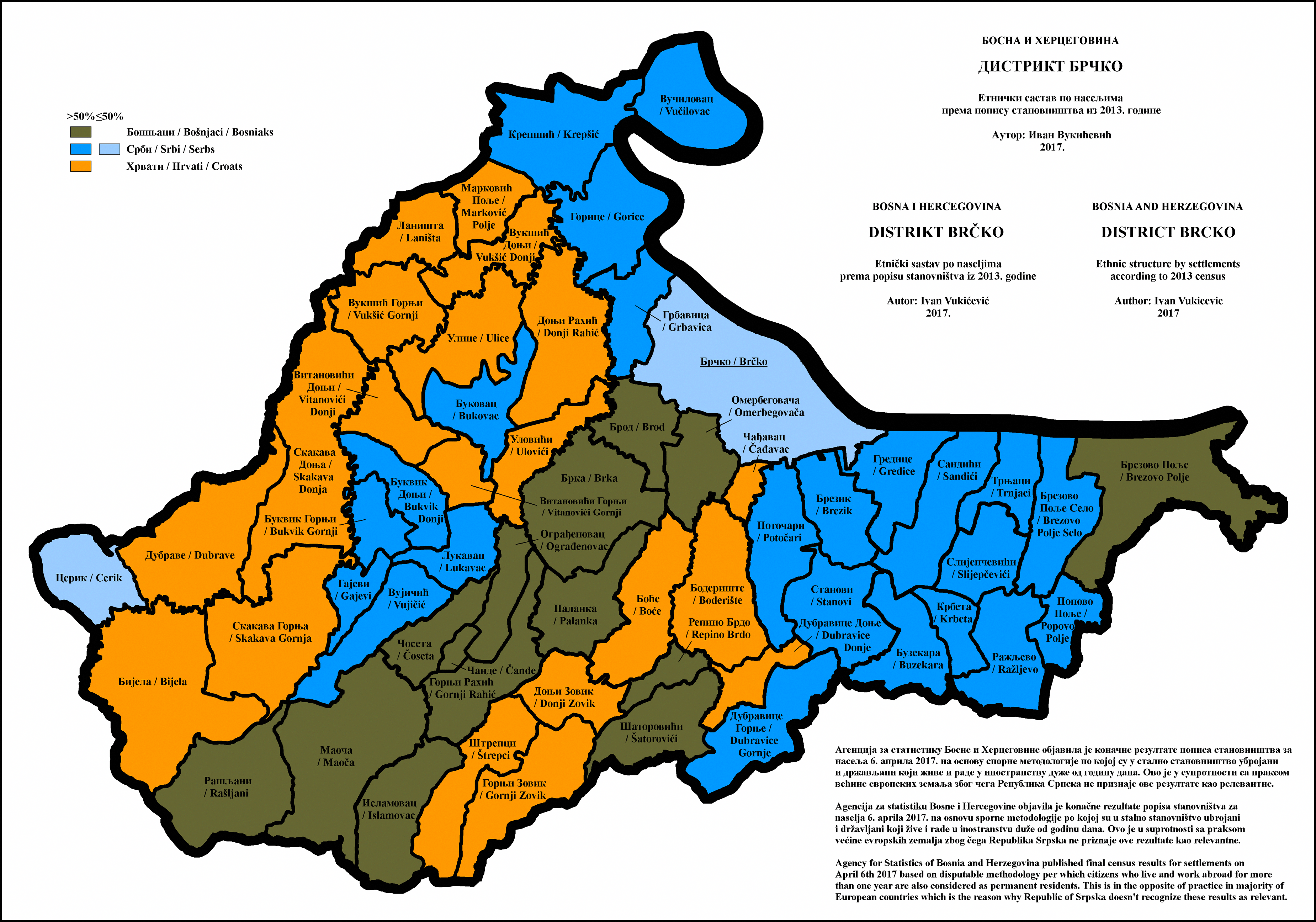
A Brčkói Körzet etnikai térképe (2013)

A Brčkói Körzet (bosnyákul és horvátul Brčko Distrikt, szerbül Брчко Дистрикт) Bosznia-Hercegovina különleges jogállású területe az ország északkeleti részén, a Száva partján. Brčko várost és környékét foglalja magába, székhelye Brčko. Területe 493 km², és mintegy 80 ezer lakosa van. A körzeten jogilag a Bosznia-hercegovinai Föderáció és a boszniai Szerb Köztársaság osztozik, de a gyakorlatban kormányzata nagy fokú autonómiával rendelkezik többek között a körzet gazdasága, pénzügyei, közszolgáltatásai, infrastruktúrája és a kultúra, oktatás, egészségügy, szociális feladatok, bírói és jogi feladatok és rendőri feladatok terén is. A Bosznia-hercegovinai főmegbízott helyettese tölti be a Brčko-i Nemzetközi Felügyelő tisztségét, aki a nemzetközi közösséget képviseli.

## Története
A körzet hivatalosan az 1999. március 5-i nemzetközi döntőbírósági ítélet alapján, 2000. március 8-án alakult meg. A korábbi Brčko község (opština, općina) területével egyezik meg. 48%-a (Brčko városát is beleértve) a Szerb Köztársaságban, 52%-a pedig a Föderációban fekszik (bár ennek csak szimbolikus jelentősége van, mert az entitásközi határvonalnak itt semmilyen gyakorlati funkciója nincsen). A Brčkói Körzet létrehozásának oka a terület stratégiai jelentőségéből adódó vitatott hovatartozása volt. A község olyan korridor, amely a Föderáció törzsterülete számára az egyetlen kijutási lehetőséget jelenti Bosznia-Hercegovina nemzetközi határvonalának északi szakaszára (Kelet-Horvátországba). A Szerb Köztársaság számára pedig a terület az a folyosó, amely összeköti az entitás északi blokkját a keletivel.
A boszniai háborút (1992–1995) megelőzően Brčko községnek 87 ezer lakosa volt (1991-es népszámlálás). Lakosainak 44%-a volt muszlim (ma: bosnyák), 25%-a horvát, 21%-a szerb és 6%-a jugoszláv nemzetiségű. Magának Brčko városnak a háború előtt 41 ezer lakosa volt: 56% muszlim, 20% szerb és 7% horvát.
A legutóbbi népszámlálás (2013) szerint a városnak 39 893 lakosa van: 48,7%-a szerb, 43,8%-a bosnyák és 3,7%-a horvát nemzetiségű.

## Fordítás
- Ez a szócikk részben vagy egészben a Brčko District című angol Wikipédia-szócikk fordításán alapul.  Az eredeti cikk szerkesztőit annak laptörténete sorolja fel. Ez a jelzés csupán a megfogalmazás eredetét és a szerzői jogokat jelzi, nem szolgál a cikkben szereplő információk forrásmegjelöléseként.
- Ez a szócikk részben vagy egészben a Brčko Distrikt című bosnyák Wikipédia-szócikk fordításán alapul.  Az eredeti cikk szerkesztőit annak laptörténete sorolja fel. Ez a jelzés csupán a megfogalmazás eredetét és a szerzői jogokat jelzi, nem szolgál a cikkben szereplő információk forrásmegjelöléseként.
- Ez a szócikk részben vagy egészben a Дистрикт Брчко című szerb Wikipédia-szócikk fordításán alapul.  Az eredeti cikk szerkesztőit annak laptörténete sorolja fel. Ez a jelzés csupán a megfogalmazás eredetét és a szerzői jogokat jelzi, nem szolgál a cikkben szereplő információk forrásmegjelöléseként.